# ريكي غرين
ريكي غرين (بالإنجليزية: Rickey Green)‏ مواليد 18 أغسطس 1954 في شيكاغو، هو لاعب كرة سلة أمريكي معتزل بدأ مسيرته الاحترافية في سنة 1977. تم اختياره من قبل فريق غولدن ستايت ووريورز خلال الدرافت. يبلغ طوله 6 قدم 0 بوصة (1.8 م). اعتزل اللعب في 1992. أحرز خلال مسيرته في الإن بي إيه 8870 نقطة بمعدل 9.4 نقاط في المباراة الواحدة.

## المسيرة الاحترافية
لعب مع غولدن ستايت ووريورز في موسم 1977–1978، ثم لعب مع ديترويت بيستونز في سنة 1978، ثم لعب مع يوتا جاز من سنة 1980 إلى 1988، ثم لعب مع شارلوت هورنتس في موسم 1988–1989، ثم لعب مع ميلووكي باكز في سنة 1989، ثم لعب مع إنديانا بايسرز في موسم 1989–1990، ثم لعب مع فيلادلفيا سفنتي سيكسرز في موسم 1990–1991، ثم لعب مع بوسطن سيلتكس في موسم 1991–1992.

## روابط خارجية
- ريكي غرين على موقع إن بي أي (الإنجليزية)
- ريكي غرين على موقع سبورتس رفرنس (الإنجليزية)
- ريكي غرين على موقع كلية كرة السلة في سبورتس رفرنس.كوم (الإنجليزية)
- ريكي غرين على موقع ريلجم (الإنجليزية)
- ريكي غرين على موقع بروبوليرز (الإنجليزية)